# Панівка
Пані́вка — село в Україні, у Кременчуцькому районі Полтавської області. Входить до складу Піщанської сільської громади. Населення становить 39 осіб. До 2020 року орган місцевого самоврядування — Недогарківська сільська рада.

## Географія
Село Панівка примикає до села Рокитне-Донівка.